# The Stone Roses
The Stone Roses («Сто́ун Ро́узез») — англійський рок-гурт, з Манчестера Їх дебютний альбом 1989 року «The Stone Roses» швидко став класикою у Британії. Вони опинилися на чолі новонародженого руху медчестер (madchester) — сплаву танцювальних хаус-ритмів і поп-мелодики. Натхненно перетворений поп-стиль 60-х з'явився у вбранні симпатичних гітарних рифів, мелодій, що запам'ятовуються, щільних ритмів. Несподівано навіть для самих себе Stone Roses перетворилися на законодавців моди у гітарній поп-музиці на стику 80-х і 90-х.
У 1991 році, у зеніті своєї слави, між гуртом та Silvertone Records, їхнім лейблом, розпочався тривалий конфлікт, через що вони були змушені припинити свою творчу і концертну діяльність на три роки — до тих пір, поки не закінчився їхній контракт з цією фірмою звукозапису. Другий студійний альбом побачив світ аж у 1994 році.
Через особисті конфлікти, викликані творчими розбіжностями та підкріплені зловживанням наркотиками, The Stone Roses припинили існування у 1996 році.

## Історія

### Формування та перші роки
Коли двоє вчорашніх манчестерських школярів, відкритий і товариський Іен Браун (Ian Brown) і сором'язливий Джон Сквайр (John Squire), почали виконувати кавер-версії під ім'ям The Patrol, ніхто не передбачив би їм блискучу музичну кар'єру. Початківець гітарист Сквайр (народився 24 листопада 1962 року) і ще не дуже впевнений у собі вокаліст Браун (народився 20 лютого 1963 року) і самі не повірили б, що коли-небудь створять один з найвідоміших гуртів Великої Британії. Цих діаметрально несхожих людей зблизило спалахнуло в дитинстві захоплення панком та роком 60-х (у першу чергу Beatles, звичайно). Отримавши в 15 років першу гітару, Сквайр з нею більше не розлучався. Навіть під час навчання в коледжі мистецтв, де здобув фах художника-аніматора. Малювати мультфільми йому довелося недовго. Музика все-таки перемогла. У 1982 році він зібрав групу Waterfront, а після приходу Іена Брауна перехрестив її в «The Patrol».
За кілька років безвісного існування команда зазнала справжні творчі муки і пережила кілька кадрових перестановок. З часом «The Patrol» перетворилися на «English Rose», які, у свою чергу, стали називатися Stone Roses. Це сталося в 1985 році. Крім Брауна і Сквайра, свіжоспечені «Кам'яні троянди» зарахували до своїх лав гітариста Енді Казенса (Andy Couzens), бас-гітариста Піта Гарнера (Pete Garner) і барабанщика Рені, справжнє ім'я Алан Джон Рен (Alan John Wren). Перші концерти команді довелося давати у великих магазинах по вихідним. Потім про них дізналися відвідувачі пабів і клубів у Манчестері і найближчих містах. Спочатку Stone Roses грали симбіоз класичного британського гітарного попа 60-х і важкого металу з невеликими дозами готик-року.

### Дебют та успіх
У 1987 році від первісного складу відкололися відразу двоє учасників — Казенс і Гарнер. Нового гітариста шукати не стали, вирішивши, що Сквайр чудово впорається і один, а ось вакансію басиста зайняв хтось Мані (Mani), уроджений Гарі Монфілд (Gary Mounfield). Вчотирьох музиканти записали дебютний сингл «So Young», виданий в 1987 році на маловідомому лейблі Thin Line Records і надісланий публікою без уваги. Другий сингл «Sally Cinnamon», що датується тим же роком, намітив симптоматичні зміни стилю: команда явно рухалася в бік ефектнішого, звучного гітарного поп-саунду. До укладення професійного контракту залишався ще цілий рік. Тільки восени 1988 року переговори з компанією Silvertone Records завершилися підписанням документів. Цей контракт містив, як з'ясується пізніше, багато підводних каменів, на які зовсім не звернули уваги молоді учасники маловідомого, але перспективного гурту. У жовтні 1988-го, на новому лейблі, був виданий перший сингл — «Elephant Stone». Ця пісня стала вододілом між первісним обваженим саундом Stone Roses і їх нової стилістикою: привабливою, помітною, насиченою психоделічними гітарними пасажами.
З цим синглом для групи настала і гаряча гастрольна пора. Завантаживши апаратуру в дорожній фургон, Stone Roses почали щільно об'їжджати не тільки околиці Манчестера, але і численні клуби та концертні зали Лондона. До того часу вже майже завершилася підготовка дебютного лонг-дисплею «The Stone Roses», який був представлений публіці в травні 1989 року. Дебютанти дали волю не тільки своїм симпатіям до поп-стилю 60-х, а й сучасним хаус-ритмам. Саме в цьому і полягала їхня головна знадинка: поп-музика і танцювальна естетика були для них однаково значимими сферами прикладання сил. Джону Сквайр, співавтору пісень і артистичному гітаристу, належала провідна роль у відточуванні саунду Stone Roses, у створенні запам'ятовуються мелодій, стильних гітарних ходів і характерних аранжувань.
Черговий сингл з дебютного альбому «She Bangs the Drums» фінішував в Тор 40. Пристрасті розпалилися не на жарт, коли ще один сингл «Fool's Gold» піднявся до першої десятки хітів. Обидва треки, запущені на американське радіо, принесли гурту і деяку популярність по той бік Атлантики. Сингли «She Bangs the Drums» і «Fool's Gold» фінішували в першій десятці рок-чарту США. За півроку з моменту появи першого альбому Stone Roses виконали еволюцію від клубної команди до групи, яка збирає театри і концертні зали. На початку 1990 року перевидані ранні сингли Stone Roses замигтіли в чартах. А опублікований влітку новий трек «One Love» окупував четверту сходинку хіт-параду — на той час, це був їхній найвищий результат.
Потік хвалебних рецензій і маса наслідувачів в неймовірно короткий термін — так відгукнулася британська музіндустрія на появу нової команди. До початку 1990 Stone Roses в масовій свідомості сприймалися як лідери новомодної музичної хвилі, яка робила наголос на сплав рок-н-ролу і ейсід-хаусу. Альбом «The Stone Roses», на думку критиків, став одним з найкращих релізів 80-х.
Незадовго до появи у продажу синглу «One Love» манчестерська команда організувала власний фестиваль, який зібрав понад 35 тисяч глядачів. Цей найбільший концерт за всю їх кар'єру виявився і останнім перед п'ятирічною перервою.

### Конфлікт з Silvertone Records
Замість того щоб рухатися далі, записуватися і виступати, музикантам довелося почати тривалу судову тяганину з патронуючих їх лейблом Silvertone Records. Змінився статус команди, на їхню думку, вимагав перегляду умов співробітництва, на що компанія йти не збиралася. Коли Stone Roses захотіли розірвати контракт, Silvertone Records добилися через суд заборони на випуск групою будь-якого нового матеріалу. Ще два роки юристи розбиралися у взаєминах команди і лейблу, а тим часом музиканти — як припускала публіка — готували поповнення своєї дискографії. Насправді, вони насолоджувалися цілковитим неробством. І паралельно розглядали секретні пропозиції від інших звукозаписних компаній. Коли в травні 1991 року Stone Roses нарешті виграли справу, вони тут же підписали багатомільйонний контракт з Geffen Records.

### Second Coming
Майбутнього потенційного хіта довелося чекати ще три роки. Захворівши підвищеною вимогливістю до матеріалу, Stone Roses, бракували один запис за одною. У пресі імена музикантів майже перестали згадуватися, і не тому, що їм хотілося щось приховати, а тому, що писати про них було майже нічого. Найбільше їх цікавили футбольні матчі, яким вони і віддавали левову частку часу. Поки керівництво лейбла Geffen рішуче не вимагало закінчити другий альбом. Тільки восени 1994 року диск «Second Coming» (англ. Друге пришестя) був нарешті готовий. Стартовий сингл «Love Spreads» вперше прозвучав на британському «Радіо 1» на початку листопада і дебютував у поп-чарті під номером два. Одразу в першу десятку потрапив і альбом «Second Coming», але вже через кілька тижнів почав повільно, але неухильно здавати позиції.
У порівнянні з першим диском він дійсно справляв блідіше враження. Шедевра, як очікували фани, групі створити не вдалося, але «Second Coming» все-таки залишався досить сильною спробою. Пульсуючий бас і витіюваті гітарні партії Сквайр створювалися не без впливу Led Zeppelin. Кілька треків звучали як готова класика: «Ten Storey Love Song», «Begging You», «Tightrope», «How Do You Sleep». У цілому ж альбому не вистачало цілісності і того блиску, яким відрізнявся «The Stone Roses». Це відзначали й рецензенти, серед яких не було одностайності.
Тим часом неприємності тільки починалися. На початку 1995 року Stone Roses вже пакували валізи, щоб вирушити у світове турне, але в останній момент тур довелося відкласти. Коли всі проблеми начебто були улагоджені, Рені оголосив про свій відхід. Напередодні гастролей група залишилася без барабанщика. Його в терміновому порядку замінили на Роббі Меддікса (Robbie Maddix), який до цього грав у Rebel MC. І рушили до Сполучених Штатів, де до того часу під другим номером у рок-чарті фігурував сингл «Love Spreads». Невеликий американський тур проходив зі змінним успіхом. Поки під кінець гастролей Джон Сквайр не потрапив в аварію на мотоциклі і не зламав шийний хребець. Пропали не тільки заключні концерти американського туру, але й заплановані на літо виступу у Великій Британії, в тому числі і хедлайнерскім сет на фестивалі в Гластонбері, коли відзначався 25-річний ювілей. Stone Roses належало вперше зіграти перед співвітчизниками після п'ятирічної перерви. Але не склалося. До кінця року Сквайр поправився, Stone Roses запросили клавішника і почали британський тур — перший з 1990 року.

### Розпад
По закінченні гастролей навесні 1996-го Джон Сквайр, який вже давно каламутив воду і мучив колег своїм витівками, спровокованими кокаїном, завдав команді останній удар: він вирішив порвати зі Stone Roses. Він давно виношував плани нового проекту, який вів би активніше творче життя. Іен Браун спочатку був сповнений рішучості продовжувати справедливу справу, знайшов нового гітариста, але через півроку його запал остаточно згас. Через десять років після початку концертної активності Stone Roses припинили діяльність.

### Проекти колишніх учасників
Але історія не стоїть на місці. Колишні учасники Stone Roses протягом 90-х ще не раз нагадували про себе. Досить успішно склалася кар'єра Іена Брауна. У 1998 році він випустив сольний дебют «Unfinished Monkey Business», емоційний і різноплановий альбом. Сьогодні в його дискографії вже сім платівок. У 2003 році Браун дебютував у кіно, зігравши невелику роль у третьому фільмі про Гаррі Поттера. Басист Мані знайшов ідеальне застосування своїм талантам у групі Primal Scream, з якою записував всі альбоми починаючи з 1997 року. Не так гладко йшли справи у Джона Сквайра. Його нова команда Seahorses дебютувала в 1997 році з досить посереднім альбомом «Do It Yourself», який несподівано припав до смаку британській публіці. Незабаром він розпустив Seahorses і, крім короткого присутності в групі Shining, фактично ніякої участі в музичному житті не брав. Він несподівано нагадав про себе тільки у 2002 році, записавши сольну роботу «Time Changes Everything», наповнену ностальгічними нотками. Очевидно, самі насичені і вирішальні моменти його творчого життя залишилися в минулому.
Зате музика Stone Roses, як і раніше залишається актуальною. Вона жива не лише в творчості «онуків» медчестера — Oasis, Pulp і Blur, але й сама по собі. Вже через 15 років після появи на світ перевиданий у 2004 році дебютний альбом «The Stone Roses» надовго оселився в Тор 10 британського хіт-параду.

## Дискографія
- 1989 :: The Stone Roses
- 1994 :: Second Coming

## Виноски
1. ↑  Robb, p. 195
2. ↑  Stanley, Bob (1990). The Stone Roses special supplement (print). Melody Maker. с. 15. Архів (PDF) оригіналу за 13 травня 2008. Процитовано 24 листопада 2011.
3. ↑  Lawrence, Sara (14 липня 1990). The Ian Brown Interview, part one. Number One. с. 9. Архів оригіналу за 5 листопада 2011. Процитовано 24 листопада 2011.